# Einarr Gilsson

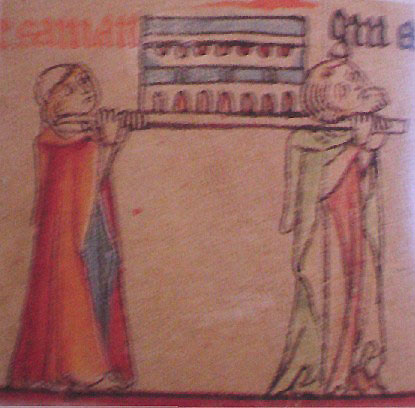
Hombres portando un ataúd sagrado (también llamado "santuario" o "relicario"). Uno como este podría haber contenido los restos físicos de Guðmundur Arason, un obispo islandés de los siglos XII-XIII.

Einarr Gilsson fue un escaldo y jurista para el norte y oeste de Islandia entre 1367 y 1369. Aparece en varias cartas contemporáneas de 1339 y 1340 aunque se desconoce la fecha de nacimiento y defunción, pero se supone que vivió en Skagafjörður.
Einarr es el autor de Ólafs ríma Haraldssonar, un rímur sobre Olaf II el Santo que consiste en 65 versos en ferskeytt. Su obra se conserva en Flateyjarbók y algunos historiadores la consideran el rímur más antiguo conocido.
Otros trabajos de Einarr son poemas sobre el obispo Guðmundur Arason que también se ha preservado hasta nuestros días en la Guðmundar saga biskups de Arngrímr Brandsson que consiste en un poema dróttkvætt biográfico enfocado en su esplendoroso trabajo, un poema corto en métrica hrynhendr háttr sobre conversaciones del obispo con el arzobispo Þórir de Niðarós y un flokkr sobre la lucha de Guðmundr con el ente sobrenatural Selkolla.
El filólogo Finnur Jónsson define la poesía de Einarr como «simples narrativas sin ningún tipo de vuelo poético», y que se debe valorar a Einarr «en su conjunto, sin exageraciones».